# Гвоздецкий, Николай Андреевич
Николай Андреевич Гвозде́цкий (2 [15] декабря 1913, Санкт-Петербург — 10 октября 1994, Москва) — советский физико-географ, карстовед. Доктор географических наук (1949).

## Биография
Отец — агроном, мать — учительница.
Окончил среднюю школу и музыкальное училище в Иваново. В 1938 году окончил почвенно-географический факультет МГУ (географическое отделение), оставлен в аспирантуре НИИ географии МГУ.
Участник Великой Отечественной войны. После демобилизации, с 1946 года — доцент МГПИ.
Профессор (с 1951), заведующий кафедрой физической географии СССР географического факультета МГУ (1959—1987).
Автор 54 монографий, более 800 научных статей. Исследования по проблемам карста (более 250 работ), физико-географического районирования СССР, ландшафтного изучения (типологическое направление) и картографирования горных областей (особенно Кавказа и Средней Азии), истории отечественной географии.
Жил в доме №5а в Скатертном переулке.
Похоронен на Ваганьковском кладбище.

## Награды, премии, почетные звания
Заслуженный деятель науки РСФСР (1974). Награждён орденом Отечественной войны II степени, пятью медалями, Почетной грамотой Верховного Совета РСФСР. За большую научную и педагогическую деятельность награждён Большой золотой медалью Географического общества СССР (1991), золотой медалью им. Н. М. Пржевальского (1974), премией МГУ им. Д. Н. Анучина (1969, за монографию «Физико-географическое районирование СССР»), золотыми медалями иностранных университетов и обществ, медалями ВДНХ, неоднократно почётными дипломами Географического общества СССР. Почётный член Географического общества СССР (1985).

## Память
Именем Гвоздецкого названа пещера на Караби-яйле в Крыму, крупные гроты в пещерах Дивья на Урале и Кулогорская на Пинеге.